# Marie Hald
Marie Hald (født 10. august 1987, Aalborg) er en dansk fotograf uddannet i fotojournalistik fra Danmarks Medie- og Journalisthøjskole.
Hald vandt i 2013 prisen for Årets Pressefoto samt en pris ved World Press Photo for sin fotoreportage om Bonnie, en dansk sexarbejder og mor til tre.
Hun har studeret et semester på International Center of Photography i New York City og blev uddannet fotojournalist i 2013.
I 2016 blev Marie Hald medlem af det skandinaviske agency Moment Agency, repræsenteret af Institute Artist Management i London & Californien.
Hald åbnede sin første soloudstilling på fotomuseet 'Fotografiska' i Stockholm, Sverige i 2018.
Hun har de seneste år fotograferet inden for emner omhandlende kropsaktivisme og spiseforstyrrelser.
I 2018 vandt hun Årets portræt, Årets Pressefoto for billedet af tykaktivisten Helene.
Marie Halds første store soloudstilling i Danmark åbnede i 2023 på Frederiksborg, Det Nationalhistoriske Museum / National Portrait Gallery of Denmark. Udstillingen 'Marie Hald - Udstillet' var en samling af Halds værker fra de seneste ti år. Udstillingen indholdte en samling af 70 indrammede værker, deriblandt serierne 'I am Fat' (portrætserie om tykaktivisme i Skandinavien) og 'The Girls from Malawa' (en reportageserie om unge piger, der lider af anoreksi og bulimi.).
Udover udstillinger og bøger, kan man se et portræt af Marie Halds arbejde på Louisiana Museum med videoportrættet Louisiana Live.